# Petrovaradin (stacja kolejowa)
 Petrovaradin (serbski: Петроварадин) – stacja kolejowa w miejscowości Petrovaradin, w Wojwodinie, w okręgu południowobackim, w Serbii. 
Stacja znajduje się w zachodniej części miasta, na linii Belgrad-Subotica.

## Linie kolejowe
- Belgrad – Subotica